# Supercopa de España 2002
La Supercopa de España 2002 è stata la diciannovesima edizione della Supercoppa di Spagna.
Si è svolta nell'agosto 2002 in gara di andata e ritorno tra il Valencia, vincitore della Primera División 2001-2002, e il Deportivo La Coruña, vincitore della Coppa del Re 2001-2002.
A conquistare il titolo è stato il Deportivo che ha vinto la gara di andata a La Coruña per 3-0 e quella di ritorno a Valencia per 1-0.

## Partecipanti
| Squadre             | Qualificazione                             | Partecipazioni precedenti (il grassetto indica la vittoria) |
| ------------------- | ------------------------------------------ | ----------------------------------------------------------- |
| Valencia            | Vincitore della Primera División 2001-2002 | 1 (1999)                                                    |
| Deportivo La Coruña | Vincitore della Coppa del Re 2001-2002     | 2 (1995, 2000)                                              |

## Tabellini

### Andata
| Arbitro: | Mejuto González |

|                                   |           |  |
| Valerón 11’ Víctor 20’ Naybet 31’ | Marcatori |  |

| Deportivo | Valencia |

| Deportivo La Coruña: |    |                       |     |     |
|                      |    |                       |     |     |
| P                    | 1  | José Francisco Molina |     |     |
| D                    | 12 | Lionel Scaloni        |     |     |
| D                    | 5  | César Martín          |     | 75’ |
| D                    | 4  | Noureddine Naybet     |     |     |
| D                    | 3  | Enrique Romero        | 37’ |     |
| C                    | 16 | Sergio                |     |     |
| C                    | 6  | Mauro Silva           | 8’  |     |
| C                    | 18 | Víctor Sánchez        | 90’ |     |
| C                    | 21 | Juan Carlos Valerón   |     | 80’ |
| C                    | 10 | Fran (c)              |     | 70’ |
| A                    | 7  | Roy Makaay            |     |     |
| Sostituzioni:        |    |                       |     |     |
| C                    | 23 | Aldo Duscher          |     | 70’ |
| D                    | 14 | Jorge Andrade         |     | 75’ |
| C                    | 8  | Djalminha             |     | 80’ |
| Allenatore:          |    |                       |     |     |
| Javier Irureta       |    |                       |     |     |

| Valencia:      |    |                        |       |     |
|                |    |                        |       |     |
| P              | 1  | Santiago Cañizares (c) |       |     |
| D              | 23 | Curro Torres           | 90+1’ |     |
| D              | 4  | Roberto Ayala          |       |     |
| D              | 2  | Mauricio Pellegrino    |       |     |
| D              | 15 | Amedeo Carboni         | 7’    |     |
| C              | 22 | Gonzalo de los Santos  | 19’   | 46’ |
| C              | 12 | Carlos Marchena        |       | 74’ |
| C              | 19 | Francisco Rufete       |       | 46’ |
| C              | 21 | Pablo Aimar            |       |     |
| C              | 14 | Vicente                |       |     |
| A              | 10 | Miguel Ángel Angulo    |       |     |
| Sostituzioni:  |    |                        |       |     |
| C              | 8  | Rubén Baraja           | 90’   | 46’ |
| A              | 7  | John Carew             |       | 46’ |
| A              | 11 | Juan Sánchez           |       | 74’ |
| Allenatore:    |    |                        |       |     |
| Rafael Benítez |    |                        |       |     |

### Ritorno
| Arbitro: | Iturralde González |

|  |           |              |
|  | Marcatori | 90+2’ Víctor |

| Valencia | Deportivo |

| Valencia:      |    |                        |     |     |
|                |    |                        |     |     |
| P              | 1  | Santiago Cañizares (c) |     |     |
| D              | 23 | Curro Torres           |     |     |
| D              | 4  | Roberto Ayala          | 2’  |     |
| D              | 2  | Mauricio Pellegrino    |     |     |
| D              | 3  | Fábio Aurélio          | 30’ |     |
| C              | 10 | Miguel Ángel Angulo    |     |     |
| C              | 12 | Carlos Marchena        | 35’ | 46’ |
| C              | 8  | Rubén Baraja           |     |     |
| C              | 21 | Pablo Aimar            | 48’ | 75’ |
| C              | 14 | Vicente                |     | 70’ |
| A              | 19 | Salva                  |     |     |
| Sostituzioni:  |    |                        |     |     |
| C              | 19 | Francisco Rufete       |     | 46’ |
| D              | 15 | Amedeo Carboni         |     | 70’ |
| A              | 11 | Juan Sánchez           |     | 75’ |
| Allenatore:    |    |                        |     |     |
| Rafael Benítez |    |                        |     |     |

| Deportivo La Coruña: |    |                       |     |     |
|                      |    |                       |     |     |
| P                    | 1  | José Francisco Molina |     |     |
| D                    | 12 | Lionel Scaloni        |     |     |
| D                    | 5  | César Martín          |     |     |
| D                    | 4  | Noureddine Naybet     |     |     |
| D                    | 3  | Enrique Romero        |     |     |
| C                    | 16 | Sergio                |     |     |
| C                    | 6  | Mauro Silva           | 34’ |     |
| C                    | 18 | Víctor Sánchez        |     |     |
| C                    | 21 | Juan Carlos Valerón   |     | 73’ |
| C                    | 10 | Fran (c)              | 12’ | 70’ |
| A                    | 7  | Roy Makaay            |     | 85’ |
| Sostituzioni:        |    |                       |     |     |
| D                    | 15 | Joan Capdevila        |     | 70’ |
| C                    | 23 | Aldo Duscher          |     | 73’ |
| A                    | 17 | Walter Pandiani       |     | 85’ |
| Allenatore:          |    |                       |     |     |
| Javier Irureta       |    |                       |     |     |